# Epigí

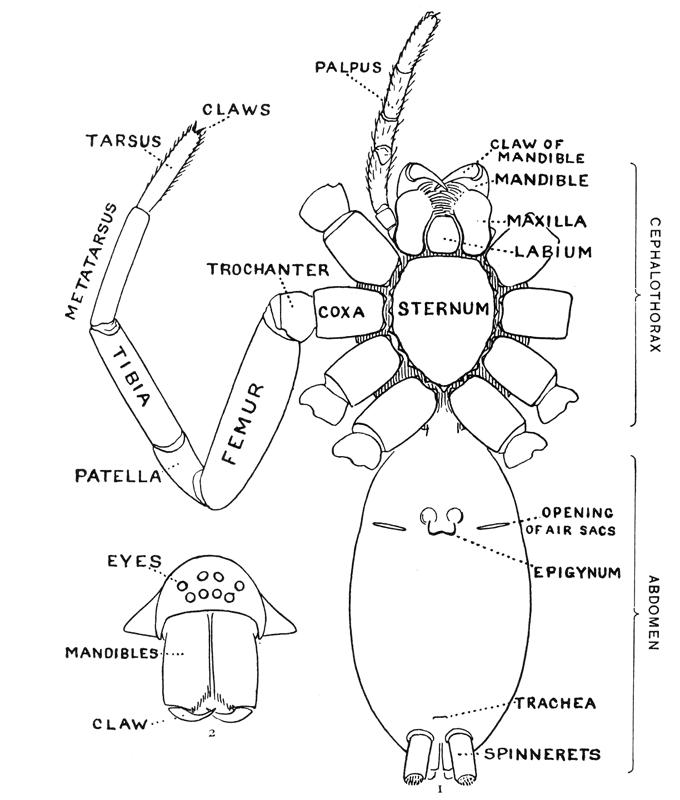
Epigynum sobre la cara ventrale de l'abdomen

L' epigí, de vegades anomenat pel seu nom científic llatí, epigynum, és la peça tegumentària genital externa present en certes femelles d'aranyes.
Aquesta peça, de consistència dura, té sovint la forma d'una placa ornamental característica que permet reconèixer l'espècie concreta dins les aranyes entelegines. Altres grups d'aranyes no tenen aquest element exterior que recobreix l'orifici genital de la femella com, per exemple, les aranyes migalomorfes, les haplogines o la família dels tetragnàtids (Tetragnathidae).

## Funció
Generalment, el mascle manté la femella amb les seves potes abans de l'aparellament, l'aixecar de manera que pots posar els seus bulbs dels palps copuladors en contacte amb l'epigí. La forma d'aquesta placa correspon a la dels bulbs dels pedipalps del mascle, com ho preveu la teoria de la selecció sexual entre espècies.

## Galeria
Imatges de l'epigí de diverses espècies.

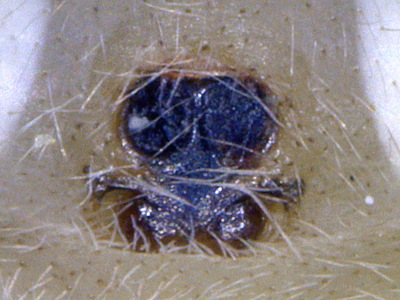
Thiodina sylvana
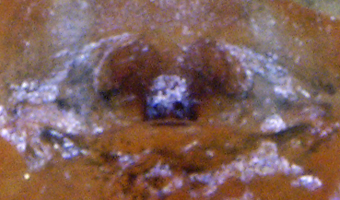
Theridula emertoni
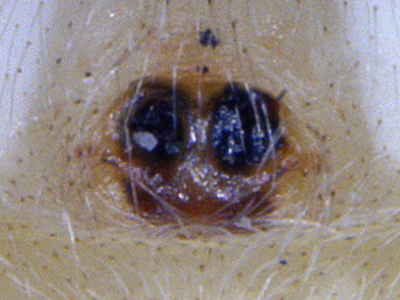
Thiodina puerpera
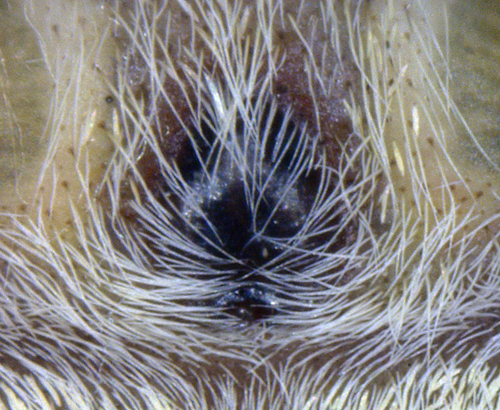
Phidippus clarus
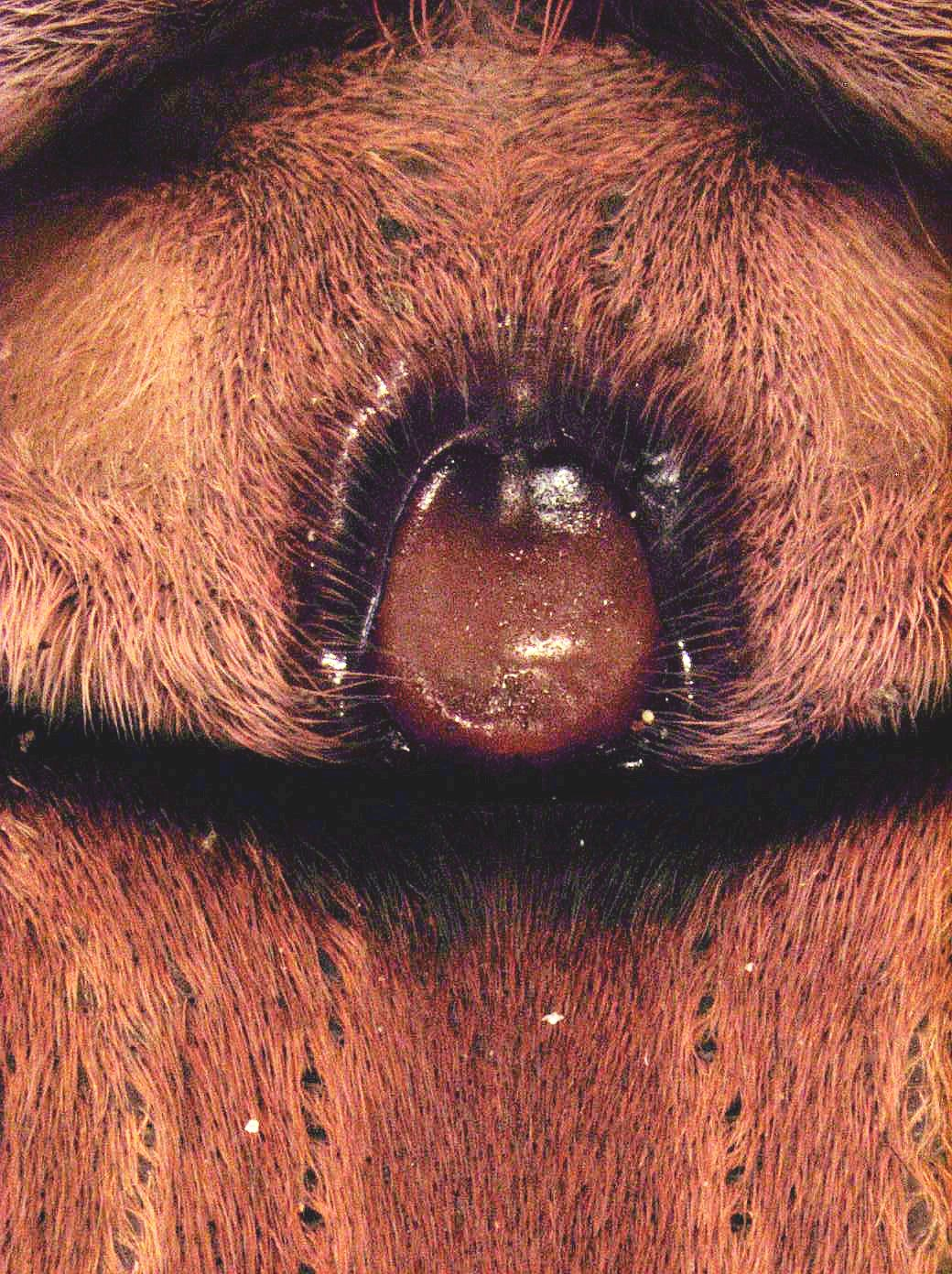
Isopeda